# 黑色洛城角色列表

《黑色洛城》五位警探的艺术宣传画，从左到右依次为科尔·菲尔斯、斯特凡·贝考斯基、鲁斯蒂·盖洛威、罗伊·厄尔、赫歇尔·比格斯

《黑色洛城》是由Team Bondi开发的新黑色风格侦探电子游戏，讲述警探科尔·菲尔斯与搭档一同破解疑难案件的故事。菲尔斯曾是二战美国海军陆战队中尉，在战时惨痛经历的启发下，加入洛杉矶警察局。游戏大部分期间中，玩家将扮演主角菲尔斯，分别与拉尔夫·邓恩、斯蒂凡·贝考斯基、鲁斯蒂·盖洛威、罗伊·厄尔、赫歇尔·比格斯搭档，也有小部分时间扮演菲尔斯的战友、现在保险公司当调查员的杰克·凯索。菲尔斯和凯索有着相似的过往，但看对方不顺眼。
Team Bondi设置专门团队负责角色形象，由主编剧布伦丹·麦克纳马拉编制角色的性格和举止。团队希望玩家与游戏角色产生共鸣，演员则尽可能真实地进行表演。他们的面部活动由新技术MotionScan记录，肢体运动则大多由动作捕捉技术录制。相关角色受到产业媒体好评，演员表演获得英国学院游戏奖提名。

## 概念源起

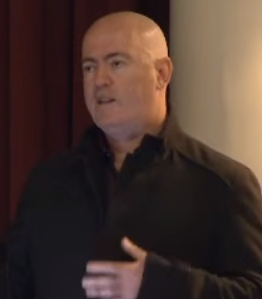
布伦丹·麦克纳马拉担任《黑色洛城》编剧兼总监，负责游戏剧情及角色开发。

演员的肢体表演采用动态捕捉技术棚拍纪录。从左到右：迈克·迈克格拉迪、阿隆·斯塔登、肖恩·麦戈文、亚当·J·哈灵顿。

《黑色洛城》的配音时长达20多小时，超过400位演员参与表演。制作团队秘密举行试镜活动，为角色物色人选。电视剧《广告狂人》的几位演员出现在游戏中，编剧兼总监布伦丹·麦克纳马拉说这是因为选角机构Schiff/Audino也负责该剧的选角。选角的时候，制作团队直接找“优质演员”，避开人气巨星。表演期间，演员尽可能让演绎贴近真实。导演迈克尔·乌彭达尔表示：“我试着密切监视他们的表演，确保我们采集到的一些人类元素，让游戏引人入胜、有趣。”
值得注意的是，《黑色洛城》是首款采用新技术MotionScan的游戏。该技术由澳大利亚公司Depth Analysis开发，利用动作捕捉技术，以每秒1000帧的速率记录演员面部表情。该技术在游戏的审问机制中至关重要，玩家需要利用嫌疑人的面部表情判断他们有没有撒谎。这项技术记录演员面部表情之余，也负责录制演员的肢体动作。
麦克纳马拉认为游戏技术能让玩家以前所未有的方式与游戏角色进行交流。开发过程中，麦克纳马拉的首要目标是在游戏剧情中开发角色。在他看来，眼下电子游戏角色的特质和个性从头到尾保持一致，所以对于《黑色洛城》，他打算“与角色一同踏上私人旅程”。他表示：“我们把电影般的摄影与电视剧般的角色特征及开发流程融合到一起了。”他还着手开发“基于人类互动”的游戏玩法，打造玩家关心的角色。

## 主角

### 科尔·菲尔斯

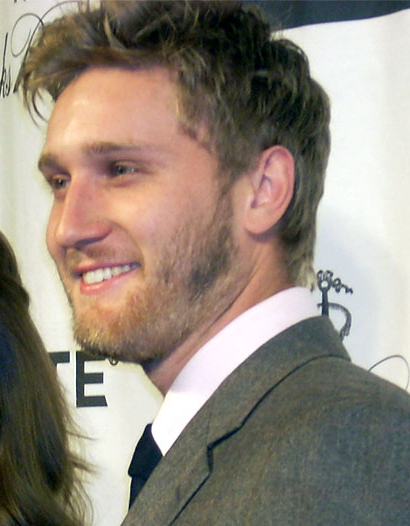
菲尔斯扮演者阿隆·斯塔登。布伦丹·麦克纳马拉一开始对斯塔登的选角犹豫不决，后来在别人的说服下同意

科尔·菲尔斯（Cole Phelps，阿隆·斯塔登 饰）是游戏的玩家角色。第二次世界大战期间为美国海军陆战队中尉，亲眼目睹了冲绳岛战役等多场惨烈的战争，留下了难以磨灭的创伤。战后凭声望颇高的银星勋章光荣退伍，之后加入洛杉矶警察局。一开始是警局的小巡警，时常想起战争期间的惨痛经历，但很少跟别人说。在巡警科的时候，与拉尔夫·邓恩（Ralph Dunn）搭档，凭借极高的智慧解决案件，晋升到交通科。任职交通科期间，与斯蒂凡·贝考斯基搭档，解决多起涉及凶杀、诈骗的案件。半年后，晋升到凶杀科，与鲁斯蒂·盖洛威搭档，期间解决了几起模仿黑色大丽花谋杀案的案件，逮捕了几位嫌疑犯。然而，他怀疑抓的人是否真的是杀人犯，结果得到证实。他一路追查下去，最终在大众未知晓的情况下抓获真凶。
之后晋升到刑事科，与罗伊·厄尔搭档，奉命调查涉及毒品及谋杀的案件。正式在刑事科期间，发现了局内的贪腐丑闻，厄尔就牵涉其中。也是在这个时候，菲尔斯与酒吧歌手艾尔莎·里希曼外遇。厄尔就这件事跟局长打小报告后，科尔被降职到纵火科，结果发现郊区重建基金会（Suburban Redevelopment Fund）的几位社会名流派人放火，诈取大笔保险金。在杰克·凯索的帮助下，两人搜集到足够的犯罪证据。就在他们想公众公开真相的时候，对手绑架了里希曼，诱使两人中计。两人在下水道发现里希曼，遇上了湍急的洪水。千钧一发之际，菲尔斯帮助里希曼和凯索离开隧道，结果自己被水流冲走。
斯塔登认为菲尔斯是“战争英雄......以纠正错误为使命”。麦克纳马拉认为菲尔斯是“有道德标准的角色”，虽然也有缺点。看你玩麦克纳马拉展示的游戏世界、菲尔斯的角色及MotionScan技术的运用，斯塔登毅然加入。表演之前，斯塔登收到一份12页的文件，里面写有故事大纲和菲尔斯的生平。斯塔登说之所以要这份文件，是因为剧本有2200页之多，不可能在开拍前读完。他是在剧情写好、游戏世界大多完成时加入的。斯塔登总共为游戏工作了18个月。他表示：“我认为我连续工作的时间有6个月，剩下的那一年就是到处缝缝补补，增加修改内容。”斯塔登认为MotionScan的过程是“与世隔绝的经历”，因为只有自己一个人在房间里表演。拍摄之前，他要花90分钟的时间弄头发，以满足技术的精确需求。他说自己从未像菲尔斯那样戴費多拉帽。一开始，麦克纳马拉对斯塔登的选角不太确定，但Rockstar创意副总裁丹·豪瑟说服他同意。“（科尔·菲尔斯的内心）矛盾，非常有城府，在这一点上，（斯塔登）表演得相当好”，麦克纳马拉说。

### 杰克·凯索

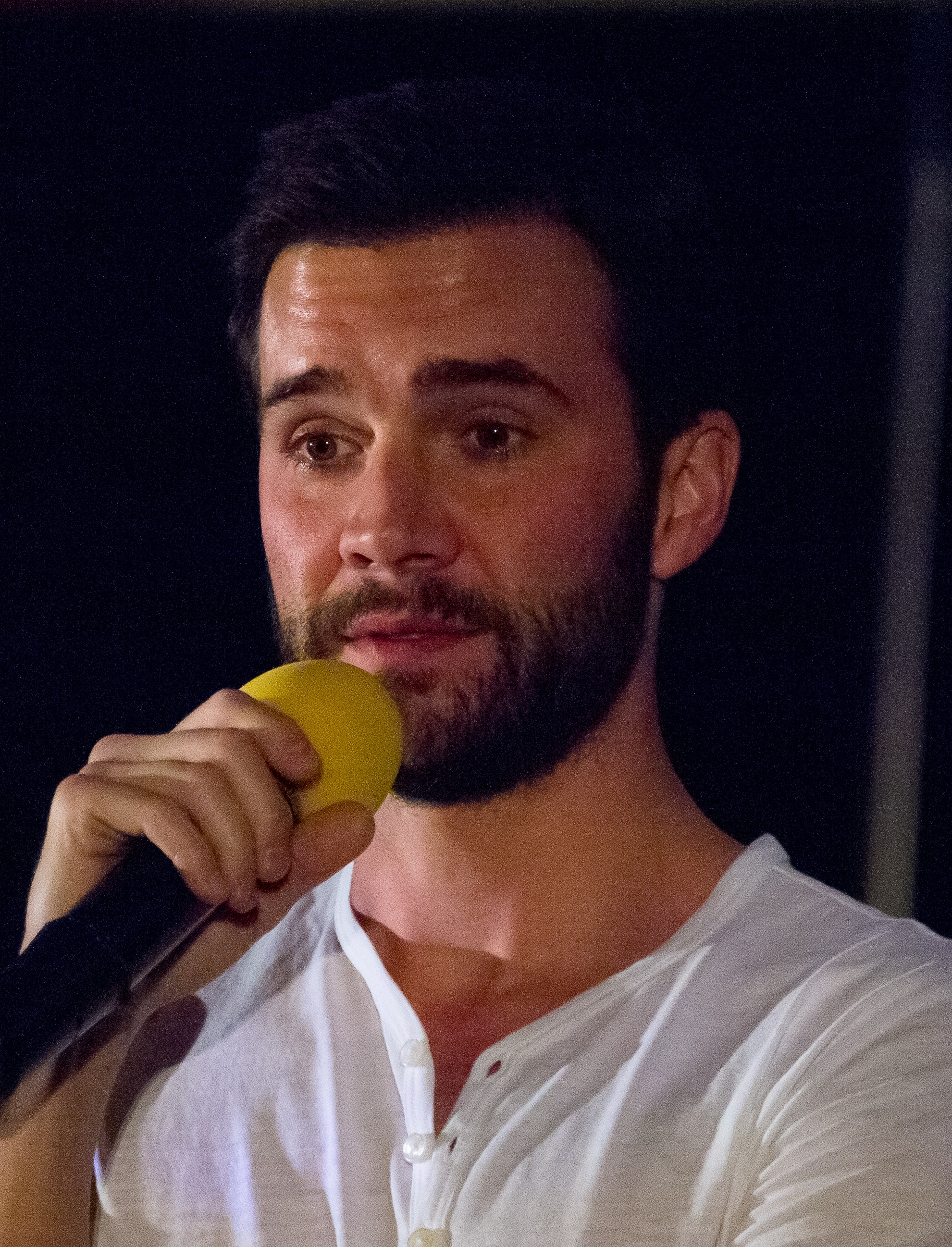
第二主角杰克·凯索扮演者吉尔·麦金尼。为了让剧情真实地推进，玩家角色会从菲尔斯换成凯索

杰克·凯索（Jack Kelso，吉尔·麦金尼饰）是《黑色洛城》第二主角。二战期间，凯索与菲尔斯一起服役于美国海军陆战队，关系亲密，直至后来决裂。战后，杰克在加利福尼亚火险寿险公司（California Fire and Life Insurance Company）担任保险调查员。同是战友的考特尼·谢尔顿找到他，透露自己拿走了麦基·科恩的那批盈余的军需吗啡，转售街上的毒贩，让他们吸毒过量。谢尔顿请杰克帮助自己逃过牢狱之灾，阻止更多人死去。虽然不情愿，杰克还是帮谢尔顿跟科恩谈判。然而，科恩率先派杀手干掉与杰克同部队的战友，说他们有份参与盗窃。后来艾尔莎·里希曼找到杰克，说自己拒绝接受保险赔付，怀疑极乐世界开放公司（Elysian Fields Development）挑起事端，掩盖比事故更加复杂的事情。杰克前去调查极乐世界的工地，发现里面的房屋采用劣质材料建造，后来更发现郊区重建基金会牵涉其中。杰克还发现自己的老板也有份参与，同谋者还包括利兰·门罗及其他颇具影响力的政治人物。后来杰克意识到艾尔莎是在利用自己帮助菲尔斯。尽管与菲尔斯闹不和，杰克还是答应继续调查。
杰克推断利兰·门罗密谋烧掉郊区的部分房屋，以此榨取保险金。其他房屋开发项目则建在高速公路的规划路段沿线，以等待政府有朝一日征收土地，按照人为抬高的价格买下地块。不久后，杰克发现艾尔莎被绑架。与此同时，他还发现纵火案的真凶就是昔日的战友、负责操作火焰喷射器的艾拉·霍格布姆（Ira Hogeboom）。他推测艾尔莎很可能和艾拉一起躲在河道里。后来杰克和菲尔斯在别人护送下进入河道，找到了艾拉，发现艾尔莎正被他保护。菲尔斯把艾尔莎带到安全地带，杰克在艾拉的恳求下，了解他的性命。艾尔莎和杰克顺利逃脱，菲尔斯被湍急的水流冲走。在菲尔斯的葬礼上，艾莎生气离开了，杰克让菲尔斯的老搭档赫歇尔·比格斯安慰她。离开的时候，比格斯告诉杰克，说菲尔斯从来就不是杰克的朋友，但也确信菲尔斯不把杰克当敌人。
游戏结尾处，玩家扮演凯索，并在他和菲尔斯之间来回切换。虽然两人外貌及性格不同，控制方式是一摸一样的。对于在结尾处把玩家角色从菲尔斯改成凯索的决定，麦克纳马拉说剧情“到了这个点上，（菲尔斯）已经不能再做什么了，你需要超越警察的领域来转变规则。”

## 配角

### 斯特凡·贝考斯基
斯特凡·贝考斯基（Stefan Bekowsky，肖恩·麦戈文饰）是菲尔斯在交通科的搭档。菲尔斯从巡逻科晋升到交通科后，贝考斯基一直是他的搭档。两人一开始互相仇视，后来变得亲密。贝考斯基帮助菲尔斯调查解决了几起案件，揭露了串谋、欺诈和谋杀的罪行。后来菲尔斯晋升到刑事犯罪科，之后再升到纪检科，此时贝考斯基也升级到刑事犯罪科，与鲁斯蒂·盖洛威搭档。
在试镜贝考斯基的时候，麦戈文立马与这个角色产生了关系，非常热情。他表示，自己演贝考斯基这个角色“演得很开心”。讨论角色的时候，麦戈文觉得贝考斯基一开始很讨厌菲尔斯，后来对他热情起来：“他一直照顾着对方，不拖后腿，就像哥哥一样。”他认为贝考斯基这个警察“爱挖苦人，比较直言不讳，喜欢打架和讲笑话”，也“很聪明，但不是一直都机智的那种。”

### 鲁斯蒂·盖洛威
芬巴尔·“鲁斯蒂”·盖洛威（Finbarr "Rusty" Galloway，邁克·邁克格拉迪饰）是菲尔斯在刑事犯罪科的搭档，一开始和弗洛伊德·罗斯（Floyd Rose）搭档，后来罗斯荣休，该和刚升职的菲尔斯搭档。盖洛威一开始不喜欢菲尔斯，对他非常傲慢，后来才逐渐变得友好。刚搭档，两人就要负责一件模仿黑色大丽花谋杀案的案子。案子解决后，盖洛威和菲尔斯接连碰到几起类似的案件，看起来像是黑色大丽花的凶手干的，最终依靠强力证据将对手缉拿归案。尽管证据很明显、判决已下达，盖洛威还是否认了几起案件之间的相似之处，不觉得有共同点。然而连串起几起案件的线索出现时，菲尔斯和盖洛威发现所有犯人都有所关联，最终在大众不知情的情况下抓住了背后的真凶。后来菲尔斯晋升到纪检科，鲁斯蒂改和斯特凡·贝考斯基搭档。
迈克格拉迪被制作团队细致入微的调查折服，对盖洛威这个角色剧情印象深刻，读完剧本便毅然选择扮演该角色。他觉得自己的内向性格能帮自己和盖洛威联系起来：“我是典型的内向性格，但在需要的时候能镇住场面。我觉得鲁斯蒂也是这样。”

### 罗伊·厄尔
罗伊·厄尔（Roy Earle，亚当·哈灵顿饰）是科尔·菲尔斯在纪检科的搭档。厄尔是菲尔斯晋升到刑事犯罪科的重要推手，之前就知道菲尔斯与日俱增的名气及成功。之后，两人联手调查几起分销吗啡的案件，捣毁了大麻分销产业链及地下拳击比赛。除此之外，罗伊与刑事犯罪科的其他人卷入一桩丑闻，这个丑闻一旦公开，会摧毁整个管理层。罗伊接触其他涉事的高级官员，利用菲尔斯和艾丽莎·里希曼出轨的事件分散媒体注意力，以此让自己参与到犯罪组织。事件最终导致菲尔斯被贬职到纵火科。后来菲尔斯与杰克·凯索继续调查犯罪组织，让政府暴露在风险之中。然而没等到证据公布于世，菲尔斯就死了，厄尔有机会掩盖自己的腐败行为，以及参与组织的事实。
哈灵顿认为罗伊“让人厌烦，强硬、卑鄙、残酷，真诚得粗野，但也十分有趣”。哈灵顿和麦克纳马拉认为罗伊是侦探题材游戏中“最真实的一个角色”，举止和个人观点（包括种族歧视、厌恶女性的态度、狐假虎威的作风）无不与那个时代相映衬。哈灵顿认为这一切全拜罗伊的面部表情所赐，但也觉得所有对白太过按剧本走了，缺乏随性而为。他又觉得动态捕捉的表演与现场表演一样，尽管MotionScan的过程“有点小局限”。

### 赫歇尔·比格斯

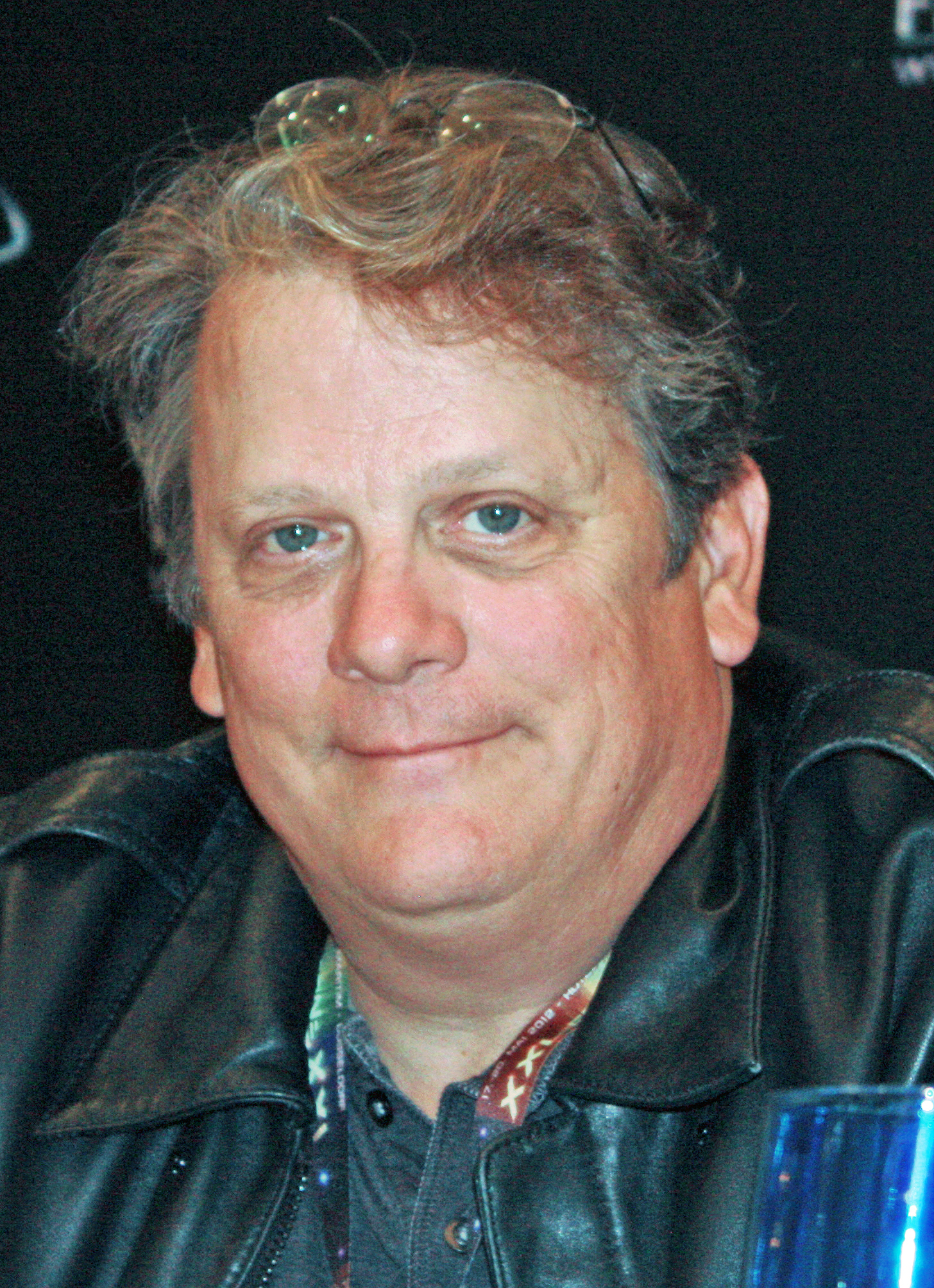
基斯·萨拉巴伊卡扮演赫歇尔·比格斯

赫歇尔·比格斯（Herschel Biggs，基斯·萨拉巴伊卡饰）是科尔·菲尔斯在纵火科的搭档。和菲尔斯一样，比格斯也加入过海军陆战队，不过是在一战期间服役。自从菲尔斯从刑事犯罪科贬职到纵火科，比格斯一直担任他的搭档。比格斯一开始对菲尔斯不太友好，因为不喜欢和别人搭档。尽管如此，比格斯还是对菲尔斯的遭遇流露出些许的同情。调查房屋火灾期间，菲尔斯怀疑几起案件有联系，但被比格斯反驳，觉得用这种方法恢复自己的声誉不太行。在调查另一起纵火案的时候，比格斯明显流露出不耐烦地情绪。他回想起自己在贝洛森林战役期间的经历，当时困住他跟战友的谷仓就是被火烧毁。质问完利兰·门罗，比格斯和菲尔斯分别遭到麦凯尔蒂局长和罗伊施压，要求他们停止插手门罗的事情，两人随后结束了案件。之后两人进一步发展合作关系，也开始信任彼此。
由于局内的腐败现象横行，加上门罗只手遮天，两人的调查难以为继。幸好有杰克·凯索的帮助，越来越多的证据浮出水面，揭露了门罗和郊区重建基金之间的阴谋。调查哈兰·方丹博士遇害案时，比格斯和菲尔斯发现郊区重建基金正利用征地权进行敲诈。他们来到下水道帮助凯索救出艾尔莎，与纵火犯艾拉·霍格布姆对峙。比格斯将凯索和艾尔莎安全带离下水道，菲尔斯则被凶猛的河水冲走。在菲尔斯的葬礼上，比格斯找凯索聊天，说凯索“永远不是（菲尔斯的）朋友”，但也承认他“绝不会是他的敌人”。

### 艾尔莎·里希曼
艾尔莎·里希曼（Elsa Lichtmann，埃丽卡·海纳兹 饰）来自德国，是蓝室夜总会（The Blue Room）的歌手。艾尔莎一开始在菲尔斯升职到交通科的时候与他结缘，之后对他产生浓厚的兴趣，对方也经常来夜总会看她表演。后来艾尔莎成为一起案件的目击者，被菲尔斯尾随至酒店，两人随之发生关系，最终导致菲尔斯被贬值，自此开始调查警局的腐败现象。艾尔莎寻求杰克·凯索帮助，凯索发现越来越多关于腐败行径及郊区重建委员会的信息。艾尔莎拿委员会的事情质问精神科医生哈兰·方丹，方丹害怕对方揭露自己参与其中的事实，袭击了她，幸好艾拉·霍格布姆前来相救，把她带到下水道保护。不久后，菲尔斯和凯索来下水道带她走，结果菲尔斯被湍急的水流冲走。在菲尔斯的葬礼上，罗伊·厄尔坦承自己捏造了菲尔斯和艾尔莎外遇的证据，艾尔莎听完既悲伤又愤怒，走了出去。
海纳兹认为MotionScan的阶段“难以言表”。艾尔莎的音乐表演由德国歌手克劳迪娅·布吕肯提供。

### 利兰·门罗

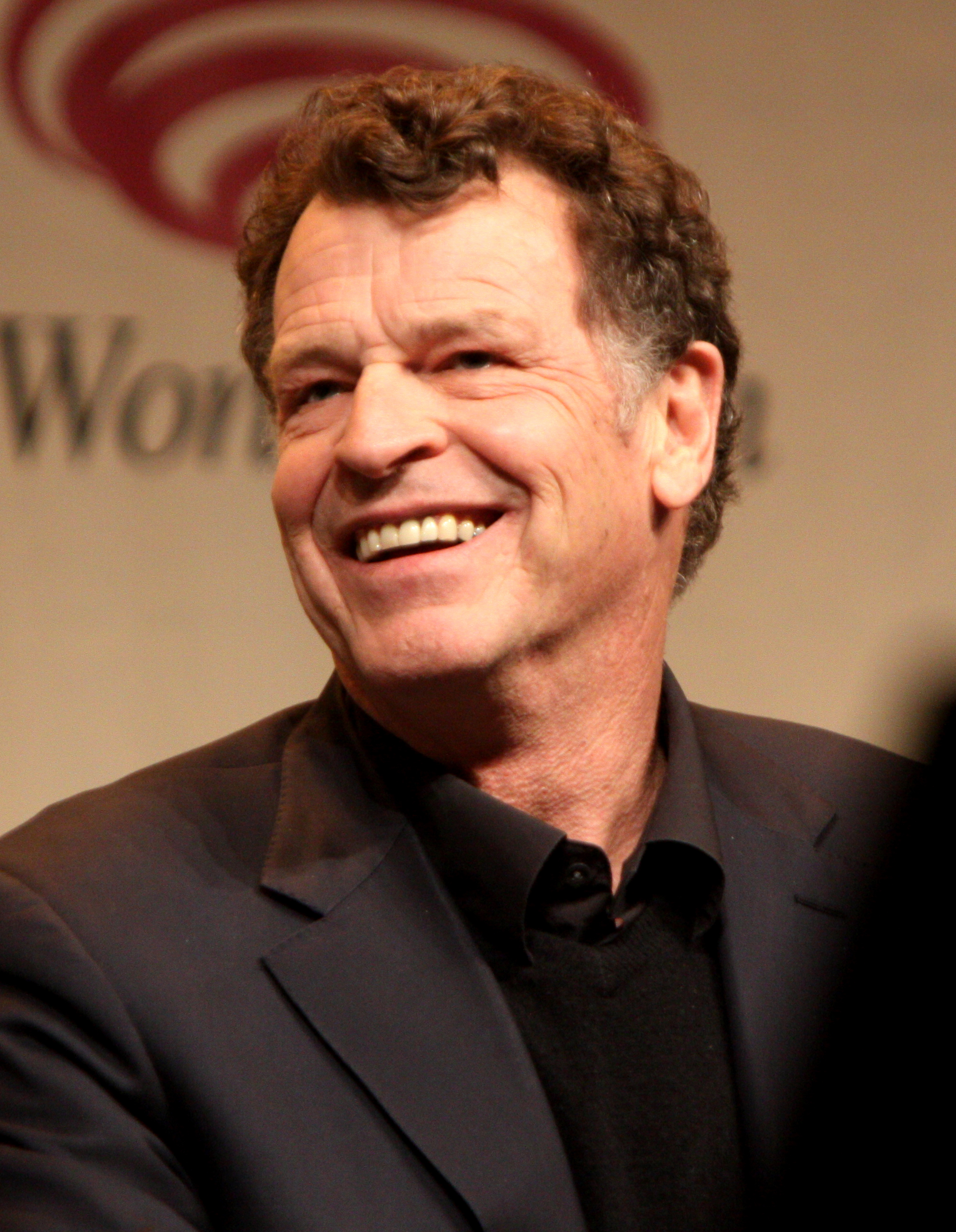
澳大利亚演员約翰·諾伯扮演利兰·门罗

利兰·门罗（Leland Monroe，約翰·諾伯饰）是极乐世界开发公司（Elysian Fields Development）创办人兼老板，在郊区重建委员会的成立工作中发挥重要作用，希望这个机构吸引私人投资者开发房屋，提供给洛杉矶的退伍军人。门罗一方面大力投资紧急会，一方面计划诈取政府数百万美元。按照他的计划，沿着新建高速公路的走向兴建廉价房屋，等待政府有朝一日买下这些土地，用补偿金补偿自己及其他投资者。在城中几位大佬的支持下，门罗成功将郊区重建委员会的犯罪组织。后来门罗在买地时碰到的一些不愿搬走的钉子户，于是让哈兰·方丹找来艾拉·霍格布姆放火烧屋，让自己顺利买地。
纵火科警探科尔·菲尔斯和赫歇尔·比格斯怀疑门罗参与纵火案，找他问话，但被他否认。与此同时，随着调查郊区重建委员会的行动越来越接近真相，私家侦探杰克·凯索接到门罗私下打来电话，要拿钱摆平。凯索担心其中有诈，安排几个战友和自己一起突破门罗的层层保安，闯入他的豪宅，最终在他的办公室发现大量证据，包括腐败分子的工资单、方丹的犯罪报告、钉子户名单。凯索朝门罗的腿开了一枪，让他流血而死，但他活了下来，后来被关进监狱。
麦克纳马拉在2005年开发工作初期联系诺伯，后者在开发过程中经常来到工作室测试MotionScan技术，最终被团队邀请在游戏中扮演角色。诺伯想体验这项非常先进的技术，加上自己喜欢麦克纳马拉，就接下角色。诺伯后来在2010年初开始表演。他认为门罗跟自己通常扮演的角色“非常不同”。

### 哈兰·方丹

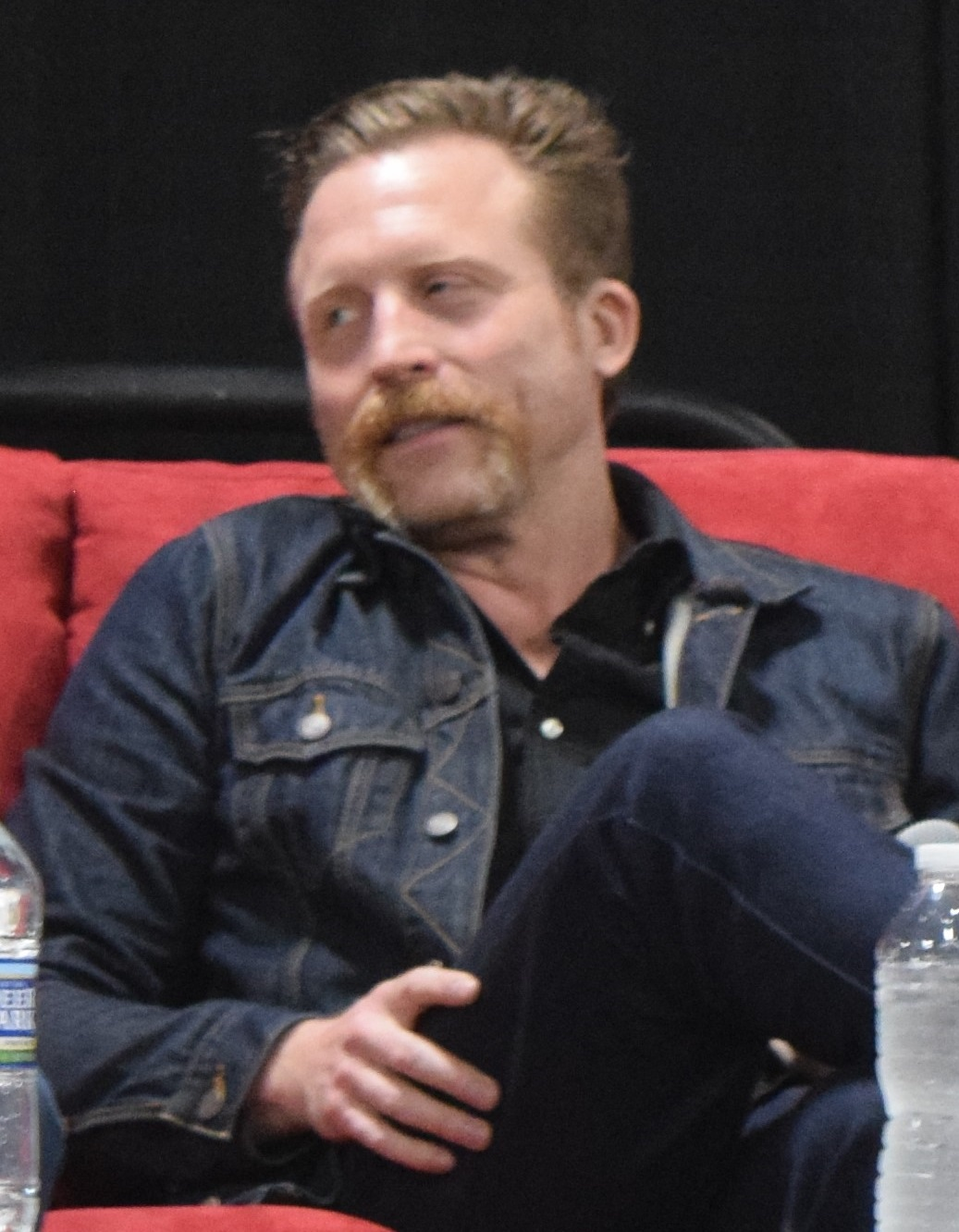
彼得·布隆奎斯特（Peter Blomquist）在游戏中扮演哈兰·方丹

哈兰·J·方丹（Harlan J. Fontaine，彼得·布隆奎斯特 饰）是洛杉矶的临床精神科医生。一次讲座过后，方丹与前海军陆战队员考特尼·谢尔顿结缘，之后安排他在诊所兼职。两人建立了导师与学生的关系，后来谢尔顿碰到麻烦还找方丹帮忙。原来战争结束后，谢尔顿和海军陆战队的战友偷掉剩下来的军需吗啡，在处理的问题上碰到麻烦。方丹答应接下这些吗啡，通过合法途径分发给医疗机构，用赚来的利润投资房地产，为归国退伍老兵建房子。然而实际上，方丹秘密将吗啡卖给毒贩，用赚来的钱投资郊区重建基金，利用这个犯罪集团诈骗数百万美元的保险金。没过多久谢尔顿发现郊区重建基金的犯罪证据，被方丹灭口。后来他的病人艾尔莎·里希曼就这件事质问他，差点被他灭口，还好被艾拉·霍格布姆救走。

### 考特尼·谢尔顿
考特尼·谢尔顿（Courtney Sheldon，乍得·托德亨特（Chad Todhunter）饰）是前海军陆战队员，曾服役于美国海军及海军陆战队。随所在部队乘坐库里奇号潜艇（SS Coolridge）回国后，谢尔顿提议偷走船上剩下的吗啡，待回国卖掉。这批吗啡后来落入到毒贩的手中，大量人因为吸毒过量死亡。谢尔顿本打算不再供货，但被黑帮老大米奇·柯罕阻止。谢尔顿找精神科医生哈兰·方丹帮忙，两人随之发展出亲密的关系。方丹同意接下这批吗啡，把它分发给医疗机构；然而实际上，方丹秘密将吗啡卖给毒贩，用赚来的钱投资郊区重建基金，利用这个犯罪集团诈骗数百万美元的保险金。没过多久谢尔顿发现郊区重建基金的犯罪证据，被方丹灭口。

### 米奇·柯罕
米奇·柯罕（Mickey Cohen，帕特里克·菲施勒 饰）是犹太黑手党的头目。米奇与刑事犯罪科的人很熟，在一系列案件中与菲尔斯碰头，由保镖约翰尼·斯托帕纳托陪伴左右。柯罕控制了洛杉矶城的卖淫、非法赌博、敲诈勒索、毒品贩卖等非法产业，是考特尼·谢尔顿那批吗啡的买家。后来谢尔顿停止供货，柯罕让手下干掉他和和的部下。
游戏中，柯罕改编自现实生活中的同名黑帮老大（1913–1976），两者个人经历类似。菲施勒认为扮演的过程“非常刺激”，因为柯罕非常出名，再加上自己一直喜欢黑帮类型的作品。

### 詹姆斯·唐纳利
詹姆斯·唐纳利（James Donnelly，安德鲁·康诺利饰）是洛杉矶警察局凶杀科科长，最初在调查交通科的谋杀案时与菲尔斯结识。唐纳利十分欣赏菲尔斯的能力，请求将菲尔斯升为警探。菲尔斯升职到凶杀科的时候，唐纳利安排他搭档鲁斯蒂·盖洛威，之后在两人负责的案件中简报情况。菲尔斯被控通奸的时候，唐纳利对他失望。
唐纳利科长的原型是洛杉矶警察局局长杰克·多纳休（Jack Donahue）和麦克纳马拉的父亲。

## 评价
游戏角色获得正面评价。Joystiq的贾斯汀·麦克尔罗伊认为角色连同剧本让《黑色洛城》成为“有史以来最吸引人的电子游戏”。Giant Bomb的布拉德·舒美克（Brad Shoemaker）赞扬游戏让菲尔斯和“腐败、偏执、投机主义的氛围”形成鲜明对比。GamesRadar的迈克尔·雷帕拉斯（Mikel Reparaz）认为菲尔斯一开始像“阴道清洗器”（那样无趣），后来随着游戏发展变得讨喜。Kotaku的斯蒂芬·托蒂洛（Stephen Totilo）沉迷于角色的深度，尤其是剧情结尾为菲尔斯去向留下的伏笔。《卫报》的斯蒂夫·鲍瑟（Steve Boxer）认为菲尔斯的经历为游戏增添沉浸感。Eurogamer的奥利·威尔士（Oli Welsh）认为游戏剧情让“角色活灵活现”，但觉得菲尔斯等角色“显得枯燥”。
角色表现也获得表扬。《Edge》赞扬斯塔登的表演“扎实”，认为配角表演也毫不逊色，比如唐纳利科长。IGN的希拉里·戈德斯坦（Hilary Goldstein）赞扬演员表演的各个方面，包括举止和表情。《Game Informer》的马特·赫尔格森（Matt Helgeson ）认为配音表演“质量高”、“超凡脱俗”Giant Bomb的舒美克认为演员表演“有一般好，也有非常好”。IGN的安东尼·加列戈斯（Anthony Gallegos）认为演员表演激发出玩家的同情心及感情，成功吸引关注。部分演员因游戏中的表演获奖，其中斯塔登获得英国学院游戏奖和《每日电讯报》提名。